# Rhabdoblatta dytiscoides
Rhabdoblatta dytiscoides är en kackerlacksart som först beskrevs av Hanitsch 1915.  Rhabdoblatta dytiscoides ingår i släktet Rhabdoblatta och familjen jättekackerlackor.
Artens utbredningsområde är Kambodja.

## Underarter
Arten delas in i följande underarter:
- R. d. celebensis
- R. d. dytiscoides